# Louis F. Edelman
Pour les articles homonymes, voir Edelman.
Louis F. Edelman est un producteur de cinéma et scénariste américain, né le 18 mai 1900 à New York, mort le 6 janvier 1976  à Los Angeles (Californie).

## Filmographie sélective

### Comme producteur
- 1935 : Le Bousilleur (Devil Dogs of the Air)
- 1936 : Le Mort qui marche (The Walking Dead)
- 1936 : Guerre au crime (Bullets or Ballots)
- 1936 : Courrier de Chine (China Clipper)
- 1937 : La Loi de la forêt (God's Country and the Woman) de William Keighley
- 1937 : Femmes marquées (Marked Woman)
- 1937 : Justice des montagnes (Mountain Justice) de Michael Curtiz
- 1937 : The Singing Marine
- 1937 : Varsity Show
- 1937 : Submarine D-1
- 1938 : Love, Honor and Behave
- 1938 : Cowboy from Brooklyn
- 1938 : La Vallée des géants (Valley of the Giants)
- 1938 : Garden of the Moon
- 1939 : Dust Be My Destiny
- 1939 : Agent double (Espionage Agent)
- 1939 : En surveillance spéciale (Invisible Stripes de Lloyd Bacon
- 1940 : The Fighting 69th
- 1941 : Un Yankee dans la RAF (A Yank in the R.A.F.)
- 1942 : O toi ma charmante (You Were Never Lovelier)
- 1943 : Destroyer
- 1944 : Once Upon a Time
- 1945 : La Chanson du souvenir (A Song to Remember)
- 1945 : Hôtel Berlin de Peter Godfrey
- 1949 : L'enfer est à lui (White Heat)
- 1950 : Les Cadets de West Point (The West Point Story)
- 1951 :
- 1951 : Opération dans le Pacifique (Operation Pacific)
- 1951 : La Femme de mes rêves (I'll See You in My Dreams), de Michael Curtiz
- 1952 : La Vallée des géants (film, 1952) (The Big Trees)
- 1952 : La Mission du commandant Lex (Springfield Rifle)
- 1952 : Le Bal des mauvais garçons (Stop, You're Killing Me) de Roy Del Ruth
- 1952 : The Jazz Singer
- 1955 : The Life and Legend of Wyatt Earp (en) (série TV)
- 1956 : The Adventures of Jim Bowie (série TV)
- 1970 : Adam's Woman (en)

### Comme scénariste
- 1931 : Shipmates